# Argyroploce lediana
Argyroploce lediana is een vlinder uit de familie van de bladrollers (Tortricidae). De wetenschappelijke naam werd gepubliceerd in 1758 door Carl Linnaeus in de tiende editie van Systema naturae.
De soort komt voor in Europa.